# Citerna
Citerna és un comune (municipi) de la província de Perusa (Perugia en italià), a la regió italiana d'Úmbria, situat uns 50 km al nord-oest de Perusa, amb una població de 3.463 habitants l'1 de gener de 2018.
Forma part d'Els pobles més bonics d'Itàlia (Borghi più Belli d'Italia).